# Metopius geophagus
Metopius geophagus är en stekelart som beskrevs av Ian D. Gauld och Sithole 2002. Metopius geophagus ingår i släktet Metopius och familjen brokparasitsteklar. Inga underarter finns listade i Catalogue of Life.